# Alejandro Villanueva (fútbol americano)
Alejandro Villanueva Martín (Meridian, Misisipi, Estados Unidos; 22 de septiembre de 1988) es un exjugador profesional de fútbol americano y militar hispano-estadounidense. Jugó en la posición de offensive tackle y desarrolló su carrera en los Pittsburgh Steelers y los Baltimore Ravens de la National Football League (NFL).

## Biografía
Alejandro Villanueva nació en la Estación Naval Aérea de Meridian, Misisipi, el 22 de septiembre de 1988. Es hijo de Ignacio Villanueva, un oficial de la Armada Española que trabajó para la OTAN, y Matilde Martín.
Durante su infancia vivió en Rhode Island, España y Bélgica. En España, aprendió a jugar al rugby antes de decantarse por el fútbol americano, deporte que empezó a practicar en Bélgica en el Instituto SHAPE de Casteau.

## Carrera

### Universidad

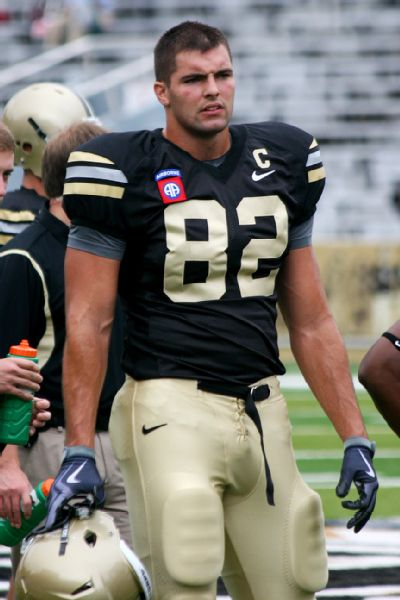
Villanueva durante su primer año con el Ejército.

Alejandro Villanueva jugó a football universitario en los Black Knights de la Academia Militar de los Estados Unidos. Un amigo suyo de la infancia, a quien había conocido en SHAPE, había sido reclutado para jugar allí. Ambos se mantuvieron en contacto y Villanueva le dijo que estaba considerando la posibilidad de asistir a West Point.
Originalmente fue reclutado por Army como tight end, pero acabó jugando en posiciones variadas como left tackle, defensive lineman y wide receiver.

### NFL
Villanueva se presentó al Draft de la NFL de 2010, pero no fue seleccionado por ningún equipo. Ese mismo año estuvo a prueba con los Cincinnati Bengals, pero no llegó a firmar con el equipo de Ohio y regresó al servicio militar. En 2012 realizó unos entrenamientos con los Chicago Bears, aunque no fue fichado. El 5 de mayo de 2014, tras regresar de su último tour con los Rangers del Ejército, Villanueva firmó un contrato no garantizado con los Philadelphia Eagles en la posición de defensive end. Sin embargo, fue cortado por los Eagles poco antes del inicio de la temporada de 2014.

#### Pittsburgh Steelers
En la pretemporada de 2014, los Philadelphia Eagles y los Pittsburgh Steelers se enfrentaron en un partido amistoso en el que Villanueva llamó la atención de Mike Tomlin, entrenador jefe de los Steelers. El 31 de agosto de 2014, ocho días después de ser cortado por los Eagles, fichó por la franquicia de Pittsburgh para el equipo de prácticas. Tras firmar con los Steelers pasó de ser defensive end a offensive tackle, ya que el cuerpo técnico pensaba que esa era el mejor puesto para él. Para adaptarse a su nueva posición, Villanueva tuvo que ganar cuarenta kilos de peso.

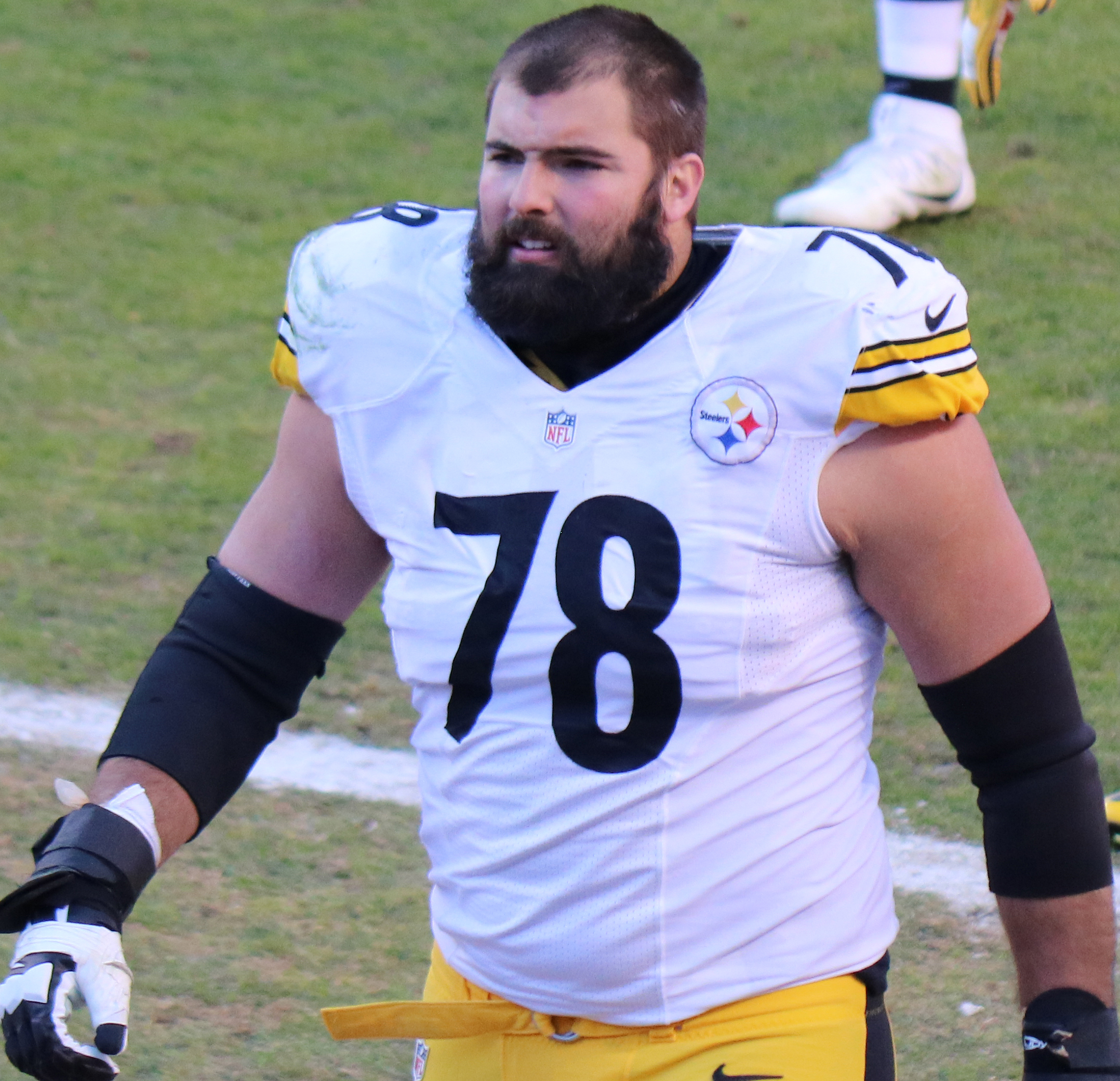
Villanueva con los Steelers en 2015.

Alejandro Villanueva debutó en la NFL el 10 de septiembre de 2015 ante los New England Patriots, convirtiéndose en el tercer jugador español de historia de la NFL, tras los hermanos Jess y Kelly Rodríguez. Seis semanas después se hizo con el puesto de LT titular debido a una grave lesión de rodilla de su compañero Kelvin Beachum.
En julio de 2017 firmó una extensión de contrato con los Steelers por cuatro años y veinticuatro millones de dólares. El 24 de septiembre de ese año, en el marco de las protestas de los jugadores de la NFL durante la interpretación del himno de los Estados Unidos, Villanueva fue el único miembro de los Steelers que estuvo presente sobre el terreno de juego cuando sonó The Star-Spangled Banner, mientras que el resto de sus compañeros permanecieron el túnel de vestuarios. Ese episodio, por el que pidió disculpas al día siguiente, convirtió la camiseta de Villanueva en la más vendida de toda la NFL durante las veinticuatro horas posteriores a la jornada.

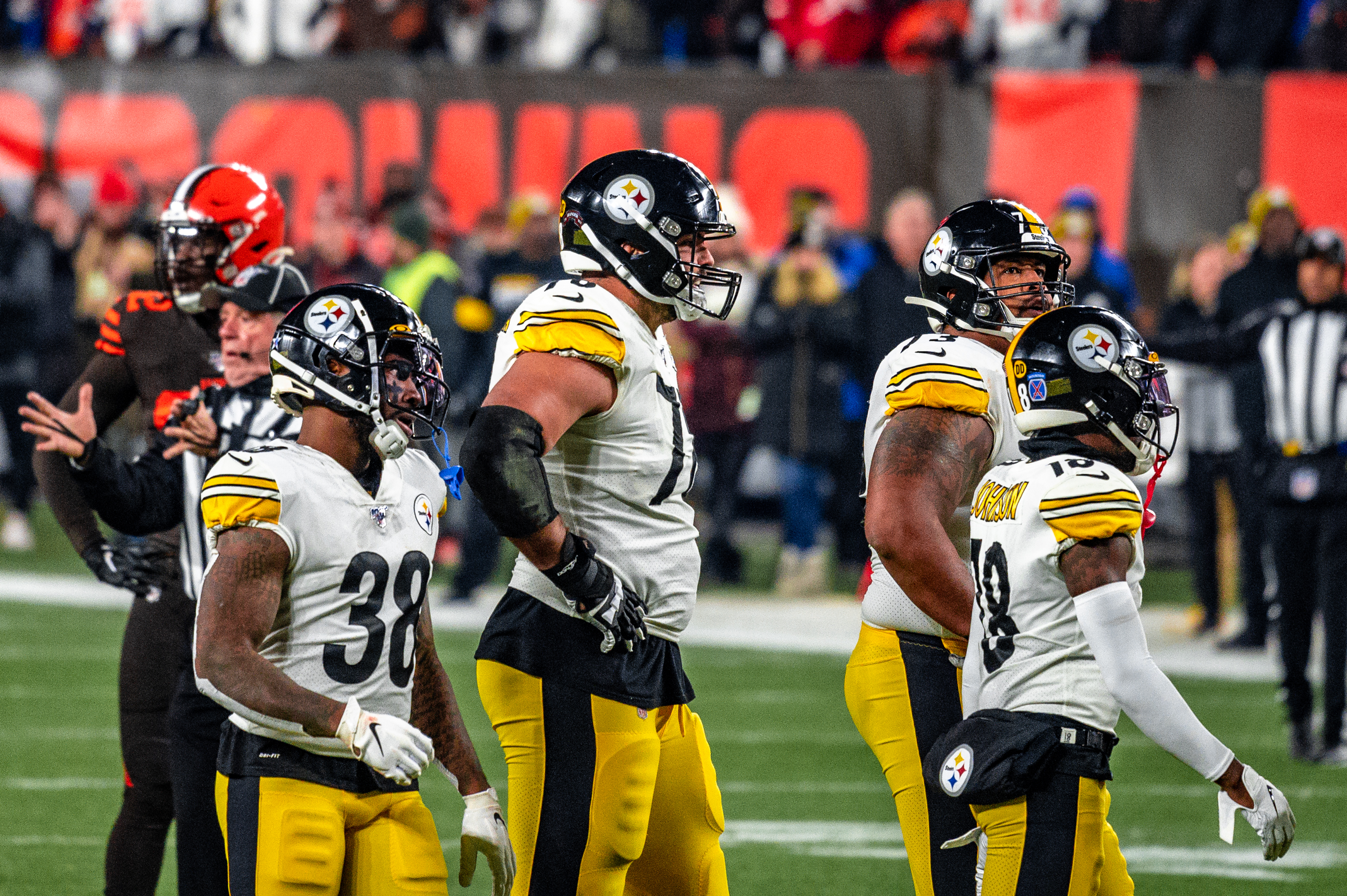
Villanueva (centro) durante un partido frente a los Cleveland Browns.

El 25 de noviembre de 2018 anotó el primer touchdown anotado por un español desde hace más de ochenta años. Esto sucedió durante una jugada de engaño contra los Denver Broncos.

#### Baltimore Ravens
El 4 de mayo de 2021, Villanueva firmó un contrato de dos años por $14 millones con los Baltimore Ravens. Se anunció su retirada profesional del fútbol americano el 10 de marzo de 2022.

## Filmografía

### Videojuegos
| Año  | Título             | Papel    | Notas |
| ---- | ------------------ | -------- | ----- |
| 2017 | Call of Duty: WWII | Él mismo | Cameo |

## Condecoraciones, premios e insignias
| - Condecoraciones y premios - Estrella de Bronce - Medalla de Servicio en la Defensa Nacional - Afghanistan Campaign Medal - Global War on Terrorism Service Medal - Army Service Ribbon - Army Overseas Service Ribbon - Medalla OTAN | - Insignias - Ranger tab - Combat Infantryman Badge - Expert Infantryman Badge - Parachutist Badge |

## Vida personal
Villanueva tiene tres hermanos: Paloma, Iñaki y Carmen, siendo él el mayor. A menudo visita a sus padres que viven en El Puerto de Santa María en Cádiz, y también Motril (Granada), la ciudad natal de su madre. Iñaki Villanueva formó parte de la selección española de rugby a siete en los Juegos Olímpicos de Río de Janeiro 2016.
Alejandro Villanueva se casó con Madelyn en 2013.